# Rupprecht S. Baur
Rupprecht Slavko Baur (* 17. Juni 1943 in Berlin) ist ein deutscher Germanist, Professor für Deutsch als Fremdsprache.

## Leben und Wirken
Nach seiner Reifeprüfung 1962 in Goslar studierte Rupprecht S. Baur von 1962 bis 1968 Germanistik und Slawistik an der Universität des Saarlandes in Saarbrücken, unterbrochen von Studienaufenthalten an der Universität Sarajevo (1964) und der Universität Zagreb (1967). Dort beschäftigte er sich vor allem mit der Jugoslawistik. 1968 promovierte er in Saarbrücken über "Untersuchungen zur Nominalkomposition im Altbulgarischen". Bis 1972 war Baur dann als Lektor am Institut für Germanistik der Universität Zagreb tätig. Bis 1986 arbeitete er als Wissenschaftlicher Rat an der Ruhr-Universität Bochum und habilitierte sich dort 1981. Von 1986 bis 2008 hatte er den Lehrstuhl für Deutsch als Zweit- und Fremdsprache an der Universität Essen inne. Zahlreiche Gastdozenturen führten in an Universitäten in Europa, Asien und Australien. In seinen Veröffentlichungen beschäftigt sich Baur vor allem mit der Sprachlehrforschung, der Mehrsprachigkeit und der deutschen Sprache als Fremd- bzw. Zweitsprache. Außerdem legte er Veröffentlichungen aus dem Gebiet der Slawistik vor.
Im Jahre 2003 wurde ihm die Ehrendoktorwürde der Staatlichen Universität Saratow verliehen.

## Veröffentlichungen (Auswahl)
- Resümierende Auswahlbibliographie zur neueren sowjetischen Sprachlehrforschung (gesteuerter Fremdsprachenerwerb) (= Linguistic & literary studies in Eastern Europe, Bd. 3). Benjamins, Amsterdam 1980, ISBN 90-272-1504-9.
- Die Verben der Fortbewegung im Russischen (eine Unterrichtseinheit). Sagner, München 1980.
- (mit Paul Gerhard Rühl): Analytische Bibliographie zur sowjetischen Sprachlehrforschung (1970–1981) (= Tübinger Beiträge zur Linguistik, Bd. 206). Narr, Tübingen 1982, ISBN 3-87808-589-3.

- (Hrsg.): Materialien zur Landeskunde der Sowjetunion. Zwei Bände (= Specimina philologae Slavicae, Bd. 54 u. 64). Sagner, München 1983/1986, ISBN 3-87690-235-5 u. ISBN 3-87690-336-X.
- Die paarigen Verben der Fortbewegung im Russischen. Eine Unterrichtseinheit. Brücken-Verlag, Düsseldorf 1986, ISBN 3-87106-177-8.
- (Übers.): Miroslav Krleža / Essays über Literatur und Kunst. Athenäum-Verlag, Frankfurt/M. 1987, ISBN 3-610-08457-X.
- Superlearning und Suggestopädie. Grundlagen – Anwendung – Kritik – Perspektiven. Langenscheidt, Berlin 1990, ISBN 3-468-49449-1.
- (Hrsg.): Interkulturelle Erziehung und Zweisprachigkeit (= Interkulturelle Erziehung in Praxis und Theorie, Bd. 15).  Schneider-Verl. Hohengehren, Baltmannsweiler 1992, ISBN 3-87116-901-3.
- (mit Christoph Chlosta): Von der Einwortmetapher zur Satzmetapher (= Studien zur Phraseologie und Parömiologie, Bd. 6). Brockmeyer, Bochum 1995, ISBN 3-8196-0410-3.
- (Mithrsg.): Wörter in Bildern – Bilder in Wörtern. Beiträge zur Phraseologie und Sprichwortforschung aus dem Westfälischen Arbeitskreis (= Phraseologie und Parömiologie, Bd. 1). Schneider-Verl. Hohengehren, Baltmannsweiler 1999, ISBN 3-89676-172-2.
- (Mitautor): Die unbekannten Deutschen. Ein Lese- und Arbeitsbuch zu Geschichte, Sprache und Integration rußlanddeutscher Aussiedler. Schneider-Verl. Hohengehren, Baltmannsweiler 1999, ISBN 3-89676-208-7.
- (Hrsg., mit Britta Hufeisen): "Vieles ist sehr ähnlich". Individuelle und gesellschaftliche Mehrsprachigkeit als bildungspolitische Aufgabe (= Mehrsprachigkeit und multiples Sprachenlernen, Bd. 6). Schneider-Verl. Hohengehren, Baltmannsweiler 2011, ISBN 3-8340-0862-1.
- (Mitautor): Sprache durch Kunst. Lehr- und Lernmaterialien für einen fächerübergreifenden Deutsch- und Kunstunterricht. Waxmann, Münster 2017, ISBN 3-8309-3627-3.